# Lijst van voetbalinterlands Joegoslavië - Oostenrijk
Deze lijst van voetbalinterlands is een overzicht van alle officiële voetbalwedstrijden tussen de nationale teams van Joegoslavië en Oostenrijk. De landen speelden in totaal zeventien keer tegen elkaar. De eerste ontmoeting, een vriendschappelijke wedstrijd, werd gespeeld in Zagreb op 10 februari 1924. Het laatste duel, een kwalificatiewedstrijd voor het Europees kampioenschap voetbal 1992, vond plaats op 13 november 1991 in Wenen.

## Wedstrijden
| №  | Plaats     | Datum             | Competitie           | Wedstrijd                | Uitslag |
| -- | ---------- | ----------------- | -------------------- | ------------------------ | ------- |
| 1  | Zagreb     | 10 februari 1924  | Vriendschappelijk    | Joegoslavië – Oostenrijk | 1 – 4   |
| 2  | Belgrado   | 13 november 1949  | Vriendschappelijk    | Joegoslavië – Oostenrijk | 2 – 5   |
| 3  | Wenen      | 8 oktober 1950    | Vriendschappelijk    | Oostenrijk – Joegoslavië | 7 – 2   |
| 4  | Belgrado   | 21 september 1952 | Vriendschappelijk    | Joegoslavië – Oostenrijk | 4 – 2   |
| 5  | Wenen      | 3 oktober 1954    | Vriendschappelijk    | Oostenrijk – Joegoslavië | 2 – 2   |
| 6  | Wenen      | 30 oktober 1955   | Vriendschappelijk    | Oostenrijk – Joegoslavië | 2 – 1   |
| 7  | Zagreb     | 17 juni 1956      | Vriendschappelijk    | Joegoslavië – Oostenrijk | 1 – 1   |
| 8  | Belgrado   | 15 september 1957 | Vriendschappelijk    | Joegoslavië – Oostenrijk | 3 – 3   |
| 9  | Wenen      | 14 september 1958 | Vriendschappelijk    | Oostenrijk – Joegoslavië | 3 – 4   |
| 10 | Zagreb     | 19 november 1961  | Vriendschappelijk    | Joegoslavië – Oostenrijk | 2 – 1   |
| 11 | Wenen      | 27 september 1964 | Vriendschappelijk    | Oostenrijk – Joegoslavië | 3 – 2   |
| 12 | Sarajevo   | 8 april 1970      | Vriendschappelijk    | Joegoslavië – Oostenrijk | 1 – 1   |
| 13 | Graz       | 10 september 1970 | Vriendschappelijk    | Oostenrijk – Joegoslavië | 0 – 1   |
| 14 | Linz       | 16 oktober 1985   | Vriendschappelijk    | Oostenrijk – Joegoslavië | 0 – 3   |
| 15 | Banja Luka | 25 maart 1987     | Vriendschappelijk    | Joegoslavië – Oostenrijk | 4 – 0   |
| 16 | Belgrado   | 31 oktober 1990   | EK 1992 kwalificatie | Joegoslavië – Oostenrijk | 4 – 1   |
| 17 | Wenen      | 13 november 1991  | EK 1992 kwalificatie | Oostenrijk – Joegoslavië | 0 – 2   |

## Samenvatting
| Competitie        | Totaal gespeeld | Winst Joegoslavië | Gelijk | Winst Oostenrijk | Doelsaldo Joegoslavië – Oostenrijk |
| ----------------- | --------------- | ----------------- | ------ | ---------------- | ---------------------------------- |
| EK-kwalificatie   | 2               | 2                 | 0      | 0                | 6 − 1                              |
| Vriendschappelijk | 15              | 6                 | 4      | 5                | 33 − 34                            |
| Totaal            | 17              | 8                 | 4      | 5                | 39 − 35                            |

## Details

### Zestiende ontmoeting
| EK 1992 kwalificatie (Belgrado, Joegoslavië, 31 oktober 1990):        |       |                   |
| Joegoslavië                                                           | 4 – 1 | Oostenrijk        |
| Darko Pančev 31' Srečko Katanec 43' Darko Pančev 52' Darko Pančev 86' | goals | 15' Andreas Ogris |

### Zeventiende ontmoeting
| EK 1992 kwalificatie (Wenen, Oostenrijk, 13 november 1991):    |       |                                      |
| Oostenrijk                                                     | 0 – 2 | Joegoslavië                          |
|                                                                | goals | 19' Vladan Lukić 39' Dejan Savićević |
| - Debuut van Kurt Garger (SV Casino Salzburg) voor Oostenrijk. |       |                                      |